# Peperomia santiagoana
Peperomia santiagoana är en pepparväxtart som beskrevs av William Trelease. Peperomia santiagoana ingår i släktet peperomior, och familjen pepparväxter. Inga underarter finns listade i Catalogue of Life.